# Cisne Branco
Pour les articles homonymes, voir Cisne (homonymie).
Le Cisne Branco (« cygne Blanc » en portugais) est un clipper trois-mâts carré de la marine nationale brésilienne. Lancé en 1999, il est l'exact sister-ship du Stad Amsterdam, un clipper inspiré de la frégate Amsterdam, de 1854, mais construit avec des matériaux et instruments de navigation modernes.
Le navire est basé à Rio de Janeiro qu’il quitte régulièrement pour des voyages au long cours.

## Histoire
Construit aux Pays-Bas, il est remis à la marine nationale brésilienne le 9 mars 2000 lors des festivités de commémorations du 500e anniversaire de la découverte du Brésil à Lisbonne (Portugal), 500 ans jour pour jour après le départ de Lisbonne du navigateur Pedro Álvares Cabral, voyage au cours duquel il atteindra les côtes du Brésil.
Ses missions sont de représenter le Brésil lors des événements nautiques nationaux et internationaux, ouvrir le monde maritime à la société civile, préserver les traditions navales et occasionnellement d’entraîner le personnel de la marine nationale brésilienne.
Le 19 octobre 2021, dérivant après une perte de contrôle, il heurte le pont piétonnier équatorien de Guayaquil, sur le Rio Guayas, entraine et fait chavirer le petit remorqueur qui tentait de lui éviter la collision, sans faire aucun blessé. 

## Apparitions publiques
Présence de ce voilier à l'Armada Rouen 2003, à celle de 2008, à celle de 2013 et à celle de 2019. Sa présence est annoncée pour l'Armada de Rouen 2023, du 8 au 18 juin 2023.
Il est au départ de Rouen pour la Tall Ships' Races (Rouen- Liverpool 2008).
Il est présent à Brest 2008.
Début septembre 2017, il participe aux Grandes Voiles du Havre.